# Oplurus
Oplurus — рід малагасійських ігуан, більшість з яких є наземними видами, що живуть у скелях. Сестринським родом Oplurus є Chalarodon, який включає два види, які є наземними ігуанами, і їх легко відрізнити від Oplurus за меншим розміром і наявністю чіткого спинного гребеня.

## Види
Шість визнаних видів роду Oplurus складаються з двох різних клад.
Перша клада:
- Oplurus cyclurus
- Oplurus cuvieri

Друга клада:
- Oplurus fierinensis
- Oplurus grandidieri
- Oplurus quadrimaculatus
- Oplurus saxicola

## Розповсюдження
Усі шість видів Oplurus зустрічаються на Мадагаскарі, п'ять з яких є ендемічними. Oplurus cuvieri також знайдено на острові Гранд-Комор. На Альдабрі (Сейшели) також знайдено залишки великого вимерлого виду.